# Sam Seaborn
Samuel Norman 'Sam' Seaborn es un personaje de ficción representado por Rob Lowe en la serie de televisión El Ala Oeste de la Casa Blanca, en la que interpreta al subdirector de comunicaciones de la Casa Blanca durante la administración ficticia del presidente demócrata Josiah Bartlet.
Creció en Laguna Beach, en California, y se graduó magna cum laude en la Universidad de Princeton, a la que hace repetidas referencias sobre todo en las primeras temporadas, mostrando cierto orgullo por haber asistido a dicha institución universitaria. "Princeton" es precisamente el nombre en clave que tiene asiginado por el Servicio Secreto. 
Asimismo estudió en la Duke Law School y fue el editor de su periódico, el Duke Law Review (en realidad es el Duke Law Journal). Formó parte del equipo de varios congresistas así como del Comité Demócrata de Campaña para el Congreso. También trabajó como abogado en un ficticio bufete neoyorquino llamado Gage Whitney Pace, citado en la serie como el segundo más importante de la ciudad. Sam trabajó allí durante siete años, y justamente cuando iba a ser nombrado socio del mismo fue contratado por Josh Lyman como escritor de discursos para el candidato presidencial y Gobernador de Nuevo Hampshire Josiah Bartlet. Tras la victoria de Bartlet en las elecciones de 1998, Sam ocupó el puesto de Subdirector de Comunicaciones de la Casa Blanca a las órdenes del Director de Comunicaciones Toby Ziegler encargándose de escribir los discursos más importantes del Presidente como son los pronunciados el día de su investidura o en los Debates sobre el Estado de la Unión. 
Las trágicas relaciones amorosas de Sam también son un tema recurrente de la serie. Después de unirse a la campaña Sam rompió con su prometida Lisa Sherborne, estando la boda de ambos planeada para octubre de ese año. Otras de las relaciones sentimentales de Sam comentadas durante la serie son las mantenidas con una "señorita de compañía de alto standing" llamada Laurie e interpretada por Lisa Edelstein con la que se acostó sin saber su profesión o con la hija de Leo McGarry, Mallory O'Brien, profesora de cuatro grado.
La marca que caracteriza a Sam y que representa una de sus mayores virtudes pero también de sus defectos es su idealismo decidido. Su inamovible fe y amor por el proceso político estadounidense y el impacto positivo que el gobierno puede tener sobre las vidas de los ciudadanos es lo que define su carácter. Sam cree que hace lo correcto simplemente porque es lo correcto, sin pensar en posibles consecuencias políticas que puedan llegar a ser desastrosas.

Otra de las características de Sam es su gran capacidad como escritor de discursos. Después de que una bomba estallase en una universidad causando la muerte a 44 personas (3 de ellas nadadadores) en la segunda parte de "20 horas en América", Bartlet da un discurso escrito por Sam en el que se incluye lo siguiente: 

"...Más que nunca en la historia reciente el destino de América no es nuestra propia elección. No buscamos ni realizamos ningún tipo de ataque a nuestras libertades o nuestra forma de vivir. No deseamos la confrontación con el mal. La verdadera magnitud de la fuerza de un pueblo se muestra en cómo afronta ese momento cuando llega. 44 personas han sido asesinadas hace apenas un par de horas en la Universidad Estatal de Kennison; tres nadadores del equipo masculino fueron asesinados y otras dos personas más están en estado crítico cuando después de oír la explosión desde sus instalaciones de entrenamiento salieron corriendo hacia las llamas para intentar rescatar a la gente...corrieron hacia las llamas.. Las calles del cielo están hoy abarrotadas de ángeles. Son nuestros estudiantes y profesores y nuestros padres o amigos. Las calles del cielo están atestadas de ángeles, pero cada vez que pensamos que hemos alcanzado el límite de nuestra capacidad para afrontar los desafíos, recordamos que ésta puede ser ilimitada. Es el momento de los héroes americanos. Haremos lo que más duro resulte. Conseguiremos lo más grande. Es el momento de los héroes americanos y alcanzaremos las estrellas."

 El consejero de campaña de Bartlet Bruno Gianelli le preguntó a Sam cuándo había escrito esa última parte, Sam contestó: "En el coche", a lo que Bruno Gianelli respondió: "monstruo".
En un episodio de la tercera temporada Sam quedó sobrecogido por la capacidad de previsión y sabiduría del Presidente Bartlet durante la resolución de un problema surgido entre China, Taiwán y los Estados Unidos. El Presidente predijo entonces que Sam se presentaría algún día a la candidatura presidencial y ante todo no debería asustarse porque le creía capaz de ello.
Durante un breve momento de la serie pareció que Sam cogía la vía rápida para cumplir la predicción del Presidente. En la cuarta temporada, Sam decide presentarse al Congreso por su distrito, el 47.º de California, que incluye al Condado de Orange, en una elección especial convocada tras la victoria póstuma del candidato demócrata Horton Wilde sobre el republicano ultraconservador y titular del escaño Chuck Webb. Sam sugirió asimismo a Toby que contratase al director de campaña de Wilde, Will Bailey, para sustituirle como Subdirector de Comunicaciones.

## Retorno a la política
Aunque Sam es nombrado varias veces en la serie después de su marcha, no aparece en pantalla hasta los episodios finales de la séptima temporada y por tanto de la serie, siguiendo la elección del Congresista Matt Santos como Presidente. Finalmente se sabe que Sam perdió la elección al escaño del 47.º Distrito del Congreso por California, rechazando ser nombrado Consejero Superior del Presidente. Tras un periodo retirado de la política, Sam vuelve a su estado natal de California y se une a un bufete de abogados de Los Ángeles donde recibe un sueldo que "haría vomitar a Josh". 
De forma parecida a cómo Sam entró en la campaña presidencial de Josiah Bartlet 8 años antes (2x01 - "A la sombra de dos tiradores, Primera Parte"), Josh Lyman (nuevo Jefe de Gabinete del Gobierno entrante de Santos) vuela a Los Ángeles para ofrecerle a Sam el puesto de Ayudante del Jefe de Gabinete. Tras dudarlo por estar prometido de nuevo, finalmente acepta la propuesta con la condición de que Josh se tome unas largas y muy merecidas vacaciones.
- Datos: Q3946354